# Los cantos de Maldoror
Los cantos de Maldoror (en francés, Les Chants de Maldoror) son un conjunto de seis cantos poéticos publicados en 1869, obra del escritor Isidore Ducasse, más conocido por su seudónimo de Conde de Lautréamont, considerado el gran renovador de la poesía francesa del siglo XIX.

Mi poesía consistirá, sólo, en atacar por todos los medios al hombre, esa bestia salvaje, y al Creador, que no hubiera debido engendrar semejante basura.
Canto II

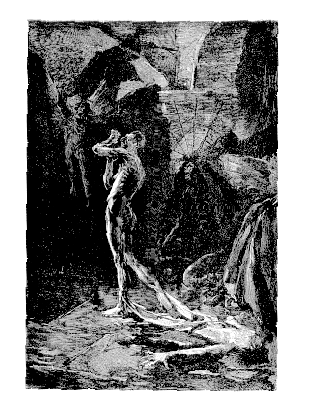
Carátula a la edición de 1890 por Léon Genonceaux

Los cantos de Maldoror, obra entre las más atípicas y sorprendentes de la literatura, fueron escritos entre 1868 y 1869 y publicados ese mismo año. Los cantos que forman el libro son obra de un hombre de veintidós años al que la muerte se llevará apenas un año más tarde. Los ecos de estas páginas irán aumentando a lo largo del siglo XX, en particular por el impulso de André Breton, que vio en ese libro «la expresión de una revelación total que parece exceder las posibilidades humanas». Así, los surrealistas consideraron al libro como un precursor.

## Estructura de la obra
Los cantos de Maldoror obedecen a una estructura a la que el autor intenta ser fiel, a pesar de que su evolución testimonia lo contrario. La publicación de 1868 (solo el primer canto) presentaba algunas partes dialogadas con indicaciones escénicas que fueron suprimidas en los siguientes. Llevan el sello de los textos en los que, al principio, Lautréamont se inspiró: el Manfred de Lord Byron, el Konrad de Adam Mickiewicz, el Fausto de Goethe. De estas figuras retendrá, sobre todo, la idea de un héroe negativo, satánico, en lucha abierta contra Dios, aunque el estilo elegido finalmente tiene las características de la literatura épica. De hecho, cada uno de sus cantos está dividido en estrofas, con excepción del sexto y último, en donde se desarrolla una novela de una veintena de páginas que cambia el estilo hasta entonces adoptado.

## Aspectos de la obra
Maldoror, ser sobrehumano, arcángel del mal, lucha bajo diferentes formas contra el Creador, a menudo ridiculizado como Dios en el burdel. Comete asesinatos en los que evidencia su sadismo y perversión. En la versión de 1868, una de las primeras escenas refiere un diálogo con Dazet (un amigo del colegio, de Tarbes, cuyo nombre será suprimido en las siguientes ediciones), que nos deja ver, claramente que, por debajo de la ficción, subyace un sustrato biográfico.
Expresando el mundo épico en el que se desarrollan estos actos extremos, los objetos y animales hablan, las metamorfosis se multiplican, está permitido el énfasis y el gigantismo de los personajes. Pero una ironía constante avisa al lector, le obliga a tomar distancia, en el cara a cara con la narración y a juzgar el fenómeno literario que tiene ante sus ojos. Cada vez más esta voz crítica se mezcla con el texto. Estamos invitados al espectáculo de hacer y deshacer la obra.
A partir del cuarto canto ya no es posible obviar esta contradicción, sus vampíricas frases dominan la sustancia del poema. La novela final utiliza el estilo rocambolesco  y, más concretamente, el folletín  que abundaba por entonces en los periódicos de grandes tiradas. Esta última ficción desarrolla una intriga esbozada en las páginas precedentes. 
El adolescente Mervyn, seducido por Maldoror, será inútilmente protegido por Dios y sus emisarios animales. Una última escena grandiosa lo ve proyectado tras la columna Vendôme  hasta la cúpula del Panteón, y se puede adivinar en este incongruente acto una forma de desembarazarse de todas las novelas del mundo, pero también de las angustias sentimentales que las inspiran. 
Si Ducasse encuentra un extremo placer en fomentar escenas de rara violencia, en las que la desdicha y la mala intención tienen un punto sublime, no es menos visible que así ajusta el tono, combinando la amplitud del ritmo y el superior desengaño, una suerte de ineludible y poderoso principio de antigravedad. 
La actividad pasa también por el plagio, apropiándose de diferentes fragmentos de textos, entre ellos el Apocalipsis, para integrarlos al suyo. Diferentes tesis en los últimos años apuntan también a señalar al propio Ducasse como padre del surrealismo. El uruguayo Fernando Butazzoni ha indicado que la obra plástica de Salvador Dalí es en esencia un "plagio" de las imágenes literarias escritas por Ducasse en su libro.

## Origen de los nombres
Más de un exégeta se ha preguntado por el nombre de «Maldoror». Solo sabemos que en la expresión pueden encontrarse las palabras «mal», y «aurora» u «horror», las dos últimas homófonas en francés (respectivamente aurore y horreur).
En cuanto al pseudónimo elegido por Ducasse, recuerda al Latreaumont (distinta grafía) de Eugène Sue. Quizá Ducasse no lo eligió por sí mismo: oyó los consejos de Lacroix, editor de Sue, y le añadió un título de nobleza comparable a los ilustres conde de Vigny y vizconde de Chateaubriand. [cita requerida]
Otra teoría sostiene que, siendo una época en la que estaba de moda El conde de Montecristo, eligió hacerse llamar Conde de Lautréamont (l'autre mont, en español 'el otro monte') para mostrar su oposición a Cristo y por consiguiente a Dios. [cita requerida]
Una tercera teoría alude al origen de Ducasse. Isidore era uruguayo, más específicamente, montevideano (es decir «de monte video», según la etimología del nombre), pero también vivió en el barrio Montmartre (en el Mont Martre es decir el 'Monte Martre') de París, que correspondería al «otro monte» de su pseudónimo. [cita requerida]

## Traducciones
- El uruguayo Gabriel Saad tradujo esta obra al castellano.[1]

## Maldoror (2025)
En 2025 se publicaron en el sitio web maldoror.com dos nuevas traducciones completas de Los cantos de Maldoror al español, realizadas directamente desde el original francés.
La primera, titulada Los Cantos de Maldoror, corresponde a una versión académica, que mantiene el tono elevado, fiel al estilo del siglo XIX, respetando la sintaxis compleja y la riqueza léxica de Ducasse.
La segunda, bajo el nombre Los Corridos de Maldoror, representa una propuesta radical: una adaptación al español mexicano coloquial contemporáneo, con el uso de modismos, vulgarismos y giros lingüísticos propios del habla juvenil urbana de México. Esta versión se distancia conscientemente del registro literario tradicional, buscando acercar el texto a nuevas generaciones.
A continuación, se presentan algunas comparaciones entre ambos estilos:
- Invocación inicial al lector:
  - Versión académica:   «Ojalá el cielo permita que el lector, envalentonado y vuelto momentáneamente feroz como lo que lee, encuentre […] su camino abrupto y salvaje a través de […] estas páginas sombrías y llenas de veneno.»
  - Versión mexicana:   «¡Que el cielo deje al lector, poniéndose bien chingón y por un rato feroz como lo que lee, agarre su pinche camino cabrón y salvaje por los pantanales jodidos de estas páginas oscuras y llenas de veneno, órale!»
- Declaración de intención poética:
  - Versión académica:   «Mi poesía no consistirá más que en atacar, por todos los medios, al hombre, esa bestia salvaje, y al Creador, que no debería haber engendrado semejante alimaña.»
  - Versión mexicana:   «Mi poesía nomás va a ser pa’ atacar, con todo lo que tenga, al vato, esa bestia salvaje, y al Creador, que no debió haber parido tanta pinche alimaña.»
- Símil surrealista (Canto VI):
  - Versión académica:   «Es bello como la retractilidad de las garras de las aves rapaces; […] ¡y sobre todo, como el encuentro fortuito sobre una mesa de disección de una máquina de coser y un paraguas!»
  - Versión mexicana:   «Es chulo como la retractilidad de las garras de las aves rapaces; […] ¡y sobre todo, como el encuentro casual en una mesa de disección de una máquina de coser y un paraguas!»
- Saludo al océano (Canto II):
  - Versión académica:   «Viejo océano, tu forma armoniosamente esférica, que alegra el rostro grave de la geometría, me recuerda […] los pequeños ojos del hombre […]. Sin embargo, el hombre se ha creído hermoso en todos los siglos […]; porque, ¿por qué mira el rostro de su semejante con tanto desprecio? ¡Te saludo, viejo océano!»
  - Versión mexicana:   «Viejo océano, tu forma redonda y chida, que alegra la cara seria de la geometría, me recuerda […] los ojitos del vato […]. Pero el vato se ha creído chulo en todos los siglos, ¡no mames! […] porque, ¿por qué mira la cara de su compa con tanto desprecio, cabrón? ¡Te saludo, viejo océano!»
- Frase misántropa:
  - Versión académica:   «Sepulturero, es hermoso contemplar las ruinas de las ciudades; pero es más hermoso contemplar las ruinas de los humanos.»
  - Versión mexicana:   «Sepulturero, está chido ver las ruinas de las ciudades; pero está más chido ver las ruinas de la raza.»

Ambas versiones están disponibles para consulta libre en línea y representan dos aproximaciones distintas a la obra: una de corte filológico y otra de adaptación cultural, lo que enriquece la recepción de Lautréamont en el ámbito hispánico contemporáneo.